# Renata Lucas
 (juillet 2019).
Renata Lucas (née en 1971) est une artiste plasticienne brésilienne qui réalise des interventions dans l'espace public.  
Après un master en arts à l'université d'État de Campinas, elle obtient un doctorat à l'université de São Paulo. 
Elle est représentée par la galerie Luisa Strina. 

## Prix et distinctions
- 2010 : Lauréate de la première édition du prix PIPA[1] qui encourage les artistes de renommée brésilienne à accéder à la scène internationale[2]
- 2009 : Lauréate du prix de la Fondation Dena[3] pour son œuvre Matemática rápida (Quick Mathematics)
- 2009 : Lauréate du prix Schering Stifung[4] pour son exposition au Kunst-Werke Berlin

## Expositions

### Expositions personnelles
- 2006 : Museu de Arte Moderna Aloísio Magalhães, Recife
- 2007 : Renata Lucas Falha, REDCAT (Roy and Edna Disney/CalArts Theater), Los Angeles
- 2007 : Renata Lucas Gasworks Gallery, London
- 2010 : Renata Lucas, Kunst-Werke Berlin[5]
- 2011 : Renata Lucas Third Time, Peep-Hole Mailand
- 2012 : Falha/Failure, Hordaland kunstsenter, Bergen (Norvège)
- 2014 : Renata Lucas, Wiener Secession, Wien

### Expositions collectives
- 2006 : 27e Biennale de São Paulo, São Paulo
- 2007 : The World as a Stage Tate Modern, London
- 2008 : 16e Biennale de Sydney, Sydney
- 2008 : Triennale de Yokohama, Yokohama
- 2008 : The World as a Stage Institut d'art contemporain de Boston, Boston[6]
- 2009 : Fare Mondi/Making Worlds 53e Biennale di Venezia, Venedig
- 2010 : Anna Strand, Renata Lucas Malmö Konsthall, Malmö
- 2011 : 12e Biennale d'Istanbul, Istanbul
- 2012 : dOCUMENTA (13), Cassel
- 2013 : musée d'Art de Tel Aviv, Tel Aviv
- 2014 : 10e Biennale de Gwangju, Gwangju[7]
- 2015 : Gallery Weekend, Berlin
- 2018 : Le Grand Monnayage, Biennale d'art contemporain de Melle, Melle

## Publications
- Jens Hoffman et Charlotte Klonk, Renata Lucas, Berlin, Argobooks, 2010  (ISBN 9783941560963)[8].
- Renata Lucas: Postpone the End, Milan, Silvana, 2009  (ISBN 9788836615766)[9].